# Búzapiac
A Búzapiac egy hajdani tér neve a mai Budapest Erzsébet hídjának pesti hídfője helyén. A területet 1432-ben Széna tér elnevezéssel is említették, ezen kívül megfeleltethető a 18. századi Halpiacnak és a 19. századi Hal térnek, ami a Molnár utca és az Irányi utca találkozásánál alakult ki. A teret az Erzsébet híd építésekor építették be.